# Паня Критчарен, Иоанн Боско
Иоанн Боско Паня Критчарен (тайск. ปัญญา กฤษเจริญ; 18 декабря 1949, Бангтанбанпонг, Таиланд — 6 января 2025, Бангкок) — католический прелат, епископ Ратбури с 18 марта 2005 по 13 июня 2023 года.

## Биография
Иоанн Боско Паня Критчарен родился 18 декабря 1949 года в Бангтанбангпонге, Таиланд. 22 мая 1976 года был рукоположён в священника.
18 марта 2005 года Римский папа Иоанн Павел II назначил Иоанна Боско Паня Критчарена епископом Ратбури. 28 мая 2005 года состоялось рукоположение Иоанна Боско Паня Критчарена в епископа, которое совершил кардинал Михаил Мичаи Китбунчу в сослужении с апостольским делегатом Мьянмы, Лаоса и Брунея архиепископом Сальваторе Пеннаккио и епископом Чантхабури Лаврентием Тхиенчай Саманчитом.
Паня Критчарен скончался 6 января 2025 года в Бангкоке после борьбы с раком лёгких и печени в возрасте 75 лет.